# Nguyễn Anh Tuấn (võ sĩ Karatedo)
Nguyễn Anh Tuấn (sinh năm 1969) là một võ sĩ Karatedo Việt Nam. Anh là võ sĩ Việt Nam đầu tiên đạt huy chương vàng môn Karatedo tại SEA Games (huy chương vàng Karatedo hạng cân 55 kg SEA Games 17 ở Singapore vào năm 1993).

## Tiểu sử
Nguyễn Anh Tuấn theo học hệ phái Suzucho Karatedo và là học trò ruột của võ sư Đoàn Đình Long.
Năm 1994, tại giải vô địch thế giới tổ chức ở Malaysia, anh bị chấn thương do cú đấm phạm lỗi của một vận động viên người Nga. Cú đấm quá mạnh đã tác động vào ổ phình động mạch bẩm sinh, gây nên dị dạng máu não, khiến anh hay bị mất cảm giác, mất phản xạ và hay bị ngất đi 5-10 phút. Sau này bệnh nặng thêm, có những lúc anh bị ngất trong vòng 45-60 phút.
Năm 2003, được sự hỗ trợ của Tổng cục thể dục thể thao Việt Nam và Liên đoàn Karatedo Nhật Bản, anh đã sang Nhật Bản phẫu thuật. Nhưng do bệnh đã quá nặng nên phẫu thuật cũng không giúp Nguyễn Anh Tuấn hồi phục hoàn toàn. Anh đã phải rời xa đội tuyển. Trong lúc anh suy sụp về bệnh tật thì bố mẹ anh cũng lần lượt qua đời vì bệnh ung thư.
Cuộc sống của Nguyễn Anh Tuấn từ đó gặp nhiều khó khăn, đặc biệt về mặt tài chính, do anh là võ sĩ chuyên nghiệp và không có nghề nghiệp nào khác hay sự hỗ trợ từ nhà nước. Hiện anh đang làm việc cho Công ty Vệ sĩ Thăng Long. Nguyễn Anh Tuấn đã kết hôn. Vợ anh là chị Đinh Thị Hồng Tú.
Năm 2005, anh dính líu vào vụ hành hung một phóng viên báo An ninh thế giới.

## Thành tích
Ngoài việc mang về chiếc huy chương vàng quý giá đầu tiên cho Karatedo Việt Nam trên đấu trường quốc tế, từ năm 1989 đến 1995, Nguyễn Anh Tuấn đã giành thêm được hàng chục huy chương vàng, bạc, đồng tại các giải trong nước và quốc tế. Anh cũng từng là huấn luyện viên phó đội tuyển Karatedo quốc gia Việt Nam và được nhận Bằng khen của Thủ tướng Việt Nam.
Danh sách huy chương:
- Huy chương vàng SEA Games 1993 [4]